# Камбана (вестник)
„Камбана“ е български вестник, излизал в София от 1907 до 1919 и от 1924 до 1935 година.

## История
Вестникът е основан от Кръстьо Станчев и Кирил Коларов в 1907 година и първоначално стои на републикански социалдемократически позиции, като силно се интересува от българското националноосвободително движение в Македония и Одринско. Редакторът Станчев е близък с Яне Сандански и левицата на ВМОРО. В редакционния комитет влизат Григор Василев, Григор Чешмеджиев, Асен Цанков, Илия Янулов и Петър Вичев. Като кореспондент и коректор във вестника работи и Георги Велчев, а шеф на репортажа е Иван Павлов Костов. Във вестника публикува карикатури Александър Божинов под псевдонима Методи Ганчев. Във вестника е редактор и Христина Антонова – първата жена професионална журналистка в столичния всекидневен печат. В 1908 година съредакторът и финансов организатор на „Камбана“ Кирил Коларов напуска вестника.
В 1911 година младотурците забраняват разпространяването на „Камбана“ в Османската империя. За да избегне забраната част от тиража получава името „Република“ и с това заглавие излизат 20 броя от 28 април (11 май) до 22 май (4 юни) 1911 година.
По-късно вестникът засилва националистическия си дух и през Първата световна война (1915 – 1918) е на ясни прогермански позиции. След края на войната в 1919 година „Камбана“ е спрян, а Станчев е съден с виновниците за националната катастрофа.
Вестникът е възстановен в 1925 година. В 1934 година е купен от Лазар Поповски - критикува ВМРО на Иван Михайлов. След Деветнадесетомайския преврат подкрепя режима и е забранен след неговото падане. Вместо него започва да излиза „Нова камбана“.